# 40
Aquesta pàgina és per a l'any. Per al nombre, vegeu quaranta.

## Esdeveniments

### Llocs

#### Imperi Romà
- Calígula s'embarca a una campanya per conquerir Britànnia però fracassa.[1]
- Mauretània s'incorpora a l'Imperi Romà com la Província romana de Mauritània.[2]
- Calígula transforma el Principat en una autocràcia hel·lenística. Ell distribueix honors a discreció, es declara a si mateix un déu i que tots els caps de les estàtues de les divinitats gregues se substitueixin per la seva.

#### Europa
- La tribu germànica quades es va expandir més enllà del que avui en dia seria Moràvia i Eslovàquia.

#### Àsia
- Vardanes I és rei de l'Imperi Part.

### Temàtiques

#### Arts i ciències
- Filó d'Alexandria ensenya que tots els homes neixen lliures.

## Naixements
- 13 de juny, Frejús - Gneu Juli Agrícola, general romà i governador de Britànnia.
- Dioscòrides Pedaci, metge grec.
- Sext Juli Frontí, magistrat romà.
- Dió Crisòstom, filòsof i historiador grec.
- Claudia Octavia, filla de Claudi i Valèria Messal·lina.
- Emperadriu Ma, de la dinastia Han.

## Necrològiques
- Ptolemeu de Mauritània. (executat per Calígula)